# Set Fire to the Rain
A Set Fire to the Rain Adele angol énekes-dalszerző dala a 21 című második stúdióalbumáról (2011), amelyet Adele és Fraser T. Smith írt, míg a produceri feladatokat utóbbi látta el. Ez egy power pop ballada gazdag hangszereléssel és erőteljes vonós összeállítással, ellentétben az album legtöbb dalának visszafogott produkciójával. A dal elismerő kritikákat kapott, sokan dicsérték az énekesnő hangját. Ez lett Adele harmadik egymást követő amerikai listavezető kislemeze a 21-ről, és a legtöbb külföldi piacon is a Top 10-be került. A Set Fire to the Raint a Billboard olvasói a 2012-es év kedvenc slágerének választották. Bár hivatalos videóklip nem jelent meg a dalhoz, egy élő koncertfelvételt a Live at the Royal Albert Hall című DVD-ről feltöltöttek a YouTube videómegosztó oldalra. Ez az előadás nyerte el az 55. Grammy-díjkiosztón A legjobb szóló popénekes teljesítményért járó Grammy-díjat.

## Háttér és kompozíció
A Set Fire to the Raint Adele és Fraser T. Smith írta, míg a produceri teendőket Smith végezte. A Set Fire to the Rain a 21 című album harmadik amerikai kislemezeként jelent meg 2011. november 21-én.
A Set Fire to the Rain d-moll hangnemben íródott, 108 ütem per perc tempóval, három akkordmenetet követve. Adele hangja az A3-D5-ös tartományban mozog. A dal egy kapcsolat ellentmondásos elemeit írja le, és az elengedés képtelenségét, ami a dalszövegben következőképp jelenik meg: „Te és én együtt, nincs is ennél jobb dolog / Azonban van egy olyan oldalad, amit sosem ismertem, sosem ismertem / Az összes dolog, amit mondtál, sosem volt igaz, sosem volt igaz / S a játékaidban mindig te nyertél, mindig te nyertél.” Az album egyik legpoposabb hatású dala, amelyet John Murphy, a musicOMH munkatársa „rockballadaként” jellemzett. Az album legtöbb dalának visszafogott produkciójával ellentétben a dal gazdag hangszereléssel és erőteljes vonós összeállítással rendelkezik egy középtempójú ritmus mellett, ami egy „wall of sound” hangzást hoz létre az énekesnő gyászos éneke számára. Dave Simpson a The Guardian egyik cikkében elárulta, hogy Adele akkor kapott ihletet a dalhoz, amikor az „öngyújtóm már nem működött [sic]” a nedves időben.

## A kritikusok értékelései

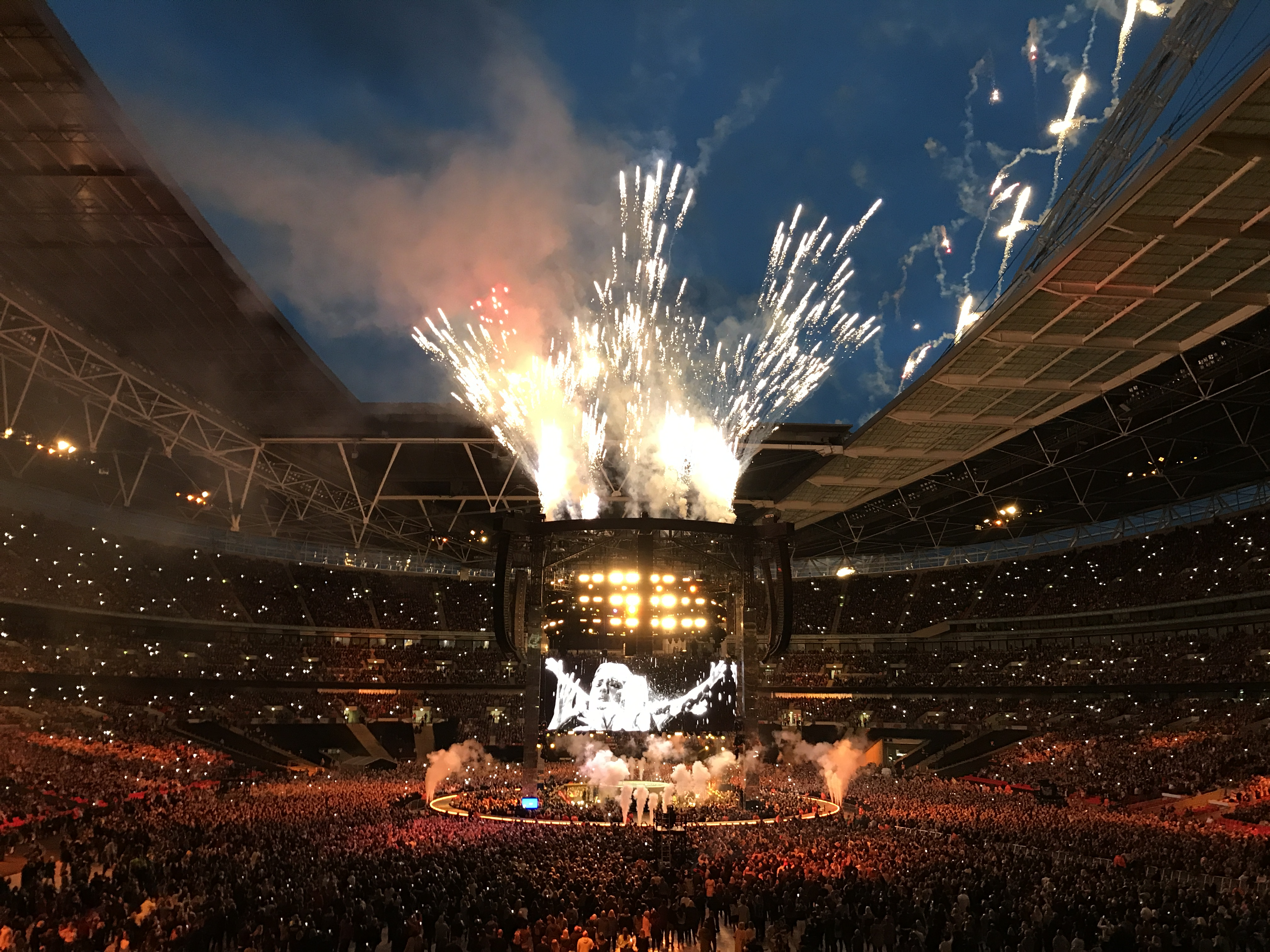
Adele a Set Fire to the Rain előadása közben a Wembley Stadionban, 2017 júniusában

A dal számos kritikus elismerését elnyerte, sokan dicsérték Adele énekhangját, de a hasonló tempó, a hangterjedelem és a skála miatt Bruno Mars Grenade című dalához hasonlították. Az URB magazin egyik írója szerint a dalnak „Starbucks-barát tartalma” van, továbbá „melodramatikusnak” nevezte. Leah Greenblatt az Entertainment Weekly-től arra a következtetésre jutott, hogy a dal egy „megvetett nő balladája”, és a dal „titáni jajveszékelésének tiszta erején szárnyal”. A New York Times szerint „a Set Fire to the Rain vokáleffektjei, melyeket Fraser T Smith, az összeszerelt csapat legpoposabb tagja készített, feleslegesek.” John Murphy a MusicOMH-tól vegyes kritikát adott a dalról, „igazi melléfogásnak” és „túlprodukciózottnak” nevezve azt. Ugyanakkor hozzátette: „elég tisztességes dal, de Adele mindig is akkor szólt a legjobban, amikor csak egy zongora és egy hang volt.” A Herald Sun című újságnak írva Camreon Adams „a következő kislemezre váró diadalmas rádiós slágernek” nevezte a dalt, és arra a következtetésre jutott, hogy „amint a refrén felcsendül, máris odavagy érte”. Gary McGinley a No Ripcordtól kiemelte a Set Fire to the Raint, a „legfülbemászóbb dalnak” nevezve a 21-en. A Daily Herald egy másik írója szerint Adele „epikusan” hangzik a dalban.
Allison Stewart a The Washington Posttól úgy találta, hogy a dal „galoppozó, oda nem illő szinti-rock szám”, és hozzátette, hogy „még Adele sem tudja megmenteni” a dalt. Nick Freed a Consequence of Soundtól azt mondta, hogy a Set Fire to the Rain a „legerősebb és legnyitottabb” Adele-t mutatja be. Továbbá a dalt „a 21 egyik haragosabb számának” nevezte, és így fejezte be: „A refrén dallamai őrülten fülbemászóak, és az utolsóra Adele kienged, és fájdalma átcsúszik a dühön, hogy átkozottul valódi és előre mutató érzelmeket mutasson. El tudom képzelni, hogy ezt a dalt élőben vagy egy lecsupaszított környezetben látva az ember bőgni fog, mint egy gyerek. Az ember legszívesebben az öklét verné és a mellkasát döngetné. Ez garantált.” Robert Copsey a Digital Spy-tól így méltatta a dalt: „'Sötét volt, s nekem már befellegzett/ Míg szájon nem csókoltál, s megmentettél' – vallja be egy komor zongorariff felett, mielőtt belevágna egy tökös refrénbe. 'De lángra lobbantottam az esőt/ S a lángokba vetettem magunkat', dörmögi mogorva vokállal a filmszerű vonósok mellett. Lenyűgöző orgánumának megfelelően lélegzetelállító erejű robbanásával zárul, és az eredmény klasszikusnak hangzik, bár minden, csak nem camp.”

## Kereskedelmi teljesítmény

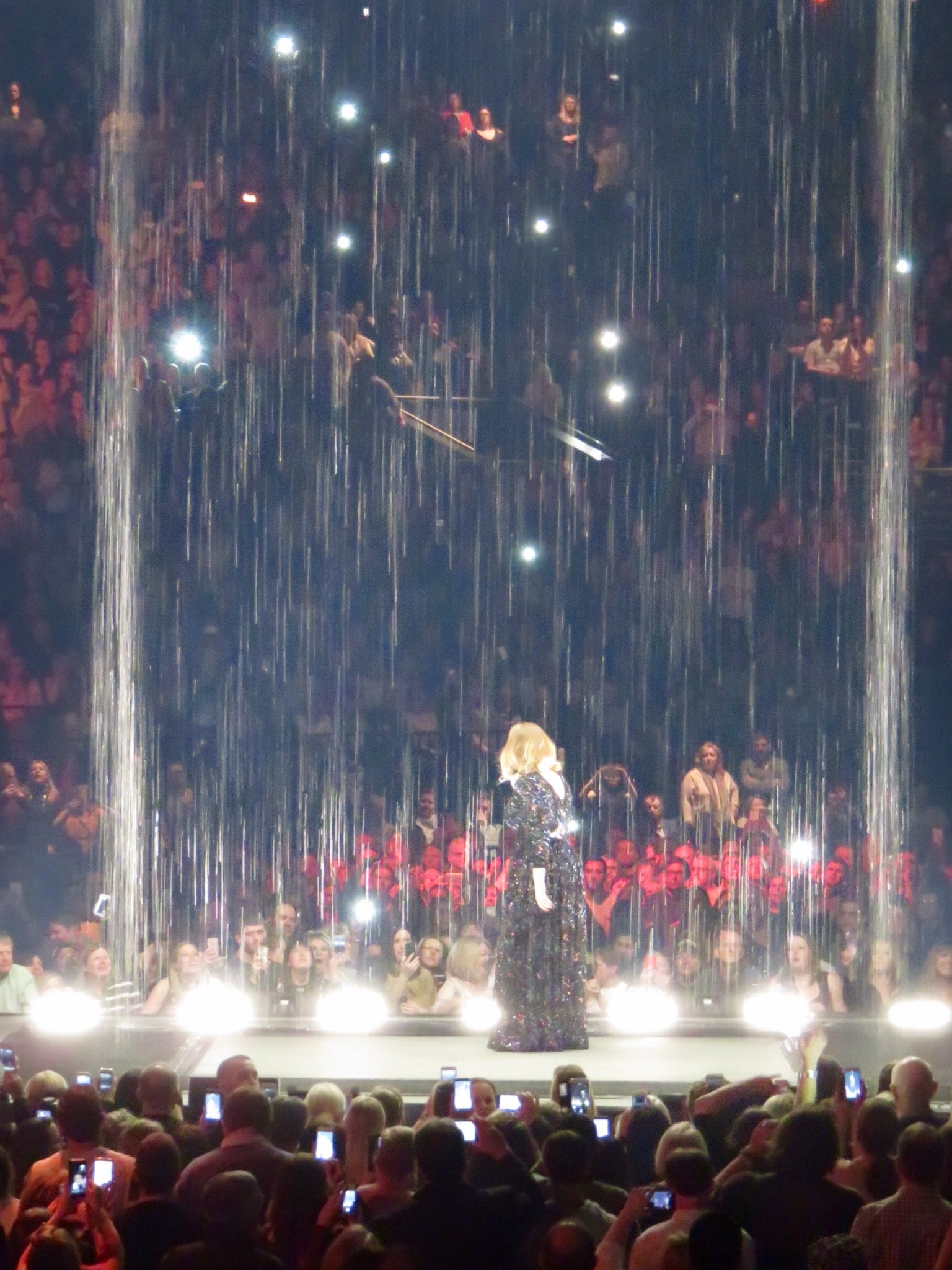
Adele Set Fire to the Raint énekli a birminghami Genting Arénában 2016 márciusában

A Set Fire to the Rain rendkívül népszerű volt Európában, ahol a dal a Top 10-ben szerepelt Ausztriában, Dániában, Finnországban, Franciaországban, Németországban, Írországban, Olaszországban, Norvégiában és Svájcban, és a slágerlisták élére került Dél-Afrikában, Új-Zélandon, Belgiumban, Lengyelországban, Szlovákiában és Hollandiában. A dal a brit kislemezlistán a 79. helyen debütált, a következő héten pedig a 44. helyre került, és 6 286 példányban kelt el. Később a 2011. július 16-án véget érő héten a 11. helyen tetőzött a listán, és két hétig ugyanezen a pozícióban maradt, további 24 978 példányt adtak el belőle.
Mielőtt kislemezként megjelent volna, a dal 6 hétig szerepelt a Billboard Hot 100-as listáján, és háromszor is újra belépett, szeptember 13-án a 72. helyen tetőzött.  A 2012. február 4-i kiadásban a Set Fire to the Rain a Billboard Hot 100-as lista első helyéig emelkedett, és Adele harmadik egymást követő első helyezett kislemeze lett a 21 című albumról. A Billboard 200-as listán a 21 című album szintén az első helyen állt, így a dallal az első olyan előadó lett Adele, aki egyidejűleg három Hot 100-as listavezető kislemezzel is vezette a Billboard 200-as listát. A dalnak 21 nem egymást követő hétre volt szüksége ahhoz, hogy az Egyesült Államokban a toplisták élére kerüljön. 2020 áprilisáig 5 200 000 digitális példányban kelt el az Egyesült Államokban. Ezzel a 21 egyike lett annak a hat albumnak, amely az évtized során legalább három listavezető kislemezzel büszkélkedhetett; Katy Perry Teenage Dream (5), Rihanna Loud (3), Taylor Swift 1989 (3), Justin Bieber Purpose (3) és Drake Scorpion (3) című albumával osztozott ezen a megtiszteltetésen.

## Videóklip
A Set Fire to the Rainhez (valamint a 21 című album többi kislemezéhez, a Rumour Has It-hez és a Turning Tables-hez) nem forgattak rendes videóklipet, mivel Adele röviddel ezelőtt hangműtéten esett át. Ehelyett egy élő fellépésről készült videót töltött fel a YouTube-ra, melyet 2024 februárjáig több mint 800 millióan tekintettek meg.

## Díjak
| Év   | Esemény, szervezet | Díj | Eredmény | For.   |
| ---- | ------------------ | --- | -------- | ------ |
| 2012 | BMI London Awards  | Award Winning Song                                                                                              | Elnyerte | [ 30 ] |
| 2012 | Teen Choice Awards | A legjobb kislemez – Női                                                                                        | Jelölve  | [ 31 ] |
| 2013 | BMI Pop Awards     | Award Winning Song                                                                                              | Elnyerte | [ 32 ] |
| 2013 | Grammy Awards      | A legjobb szóló popénekes teljesítmény (a Live at the Royal Albert Hallban előadott élő változatáért nyerte el) | Elnyerte | [ 33 ] |

## A kislemez dalai
- Digitális letöltés

1. Set Fire to the Rain – 4:02

- Digitális és CD[34] EP — remixek[35][36]

1. Set Fire to the Rain (Thomas Gold Remix) – 5:50
2. Set Fire to the Rain (Thomas Gold Dub) – 5:21
3. Set Fire to the Rain (Moto Blanco Remix) – 7:38
4. Set Fire to the Rain (Moto Blanco Edit) – 3:35

## Közreműködők
Közreműködők listája a 21 albumjegyzetei alapján.
- Vokálok – Adele
- Dalszerzés – Adele Adkins, Fraser T Smith
- Hangkeverés, producer, basszusgitár, gitár, zongora – Fraser T Smith
- Dobok - Ash Soan
- Hangmérnök - Beatriz Artola
- Hangmérnök asszisztens - Isabel Seeliger-Morley
- A vonós részt előadja - Wired Strings
- Vonós hangszerelések - Rosie Danvers
- Vonós rész hangmérnöke - Steve Price

## Helyezések
| Lista (2011–2023)                       | Legjobb helyezés |
| --------------------------------------- | ---------------- |
| Ausztrália (ARIA)                       | 11               |
| Ausztria (Ö3 Austria Top 40)            | 5                |
| Belgium (Ultratop 50 Flanders)          | 1                |
| Belgium (Ultratop 50 Wallonia)          | 1                |
| Brazília (Crowley Broadcast Analysis)   | 3                |
| Kanada (Canadian Hot 100)               | 2                |
| Csehország (Rádio Top 100)              | 1                |
| Csehország (Singles Digitál Top 100)    | 38               |
| Dánia (Tracklisten Top 40)              | 5                |
| Európa (Euro Digital Songs)             | 6                |
| Finnország (Singlet Top 20)             | 2                |
| Franciaország (Single Top 100)          | 9                |
| Németország (Media Control Charts)      | 6                |
| Global 200 (Billboard)                  | 64               |
| Görögország Digitális dalok (Billboard) | 6                |
| Magyarország (Rádiós Top 40)            | 9                |
| Magyarország (Single Top 40)            | 25               |
| Írország (IRMA)                         | 6                |
| Izrael (Media Forest)                   | 1                |
| Olaszország (FIMI)                      | 3                |
| Japán (Japan Hot 100)                   | 88               |
| Libanon (OLT 20)                        | 3                |
| Luxemburg Digitális dalok (Billboard)   | 5                |
| Közel-Kelet (IFPI)                      | 15               |
| Mexikó (Billboard Mexican Airplay)      | 2                |
| Hollandia (Top 40)                      | 1                |
| Hollandia (Single Top 100)              | 1                |
| Új-Zéland (Recorded Music NZ)           | 8                |
| Norvégia (VG-lista)                     | 4                |
| Lengyelország (Polish Airplay Top 20)   | 1                |
| Lengyelország (Dance Top 50)            | 41               |
| Portugália Digitális dalok (Billboard)  | 2                |
| Románia (Romanian Top 100)              | 15               |
| Szaúd-Arábia (IFPI)                     | 20               |
| Skócia (Scottish Singles Top 40)        | 10               |
| Szlovákia (Rádio Top 100)               | 1                |
| Szlovénia (SloTop50)                    | 3                |
| Dél-Afrika (RISA)                       | 98               |
| Dél-Korea Nemzetközi dalok (Gaon)       | 34               |
| Spanyolország (PROMUSICAE)              | 24               |
| Svédország (Sverigetopplistan)          | 13               |
| Svájc (Schweizer Hitparade)             | 4                |
| Egyesült Királyság (UK Singles Chart)   | 11               |
| US Billboard Hot 100                    | 1                |
| US Adult Contemporary (Billboard)       | 1                |
| US Adult Top 40 (Billboard)             | 1                |
| US Hot Dance Club Songs (Billboard)     | 18               |
| US Dance/Mix Show Airplay (Billboard)   | 3                |
| US Hot Latin Songs (Billboard)          | 19               |
| US Rock Airplay (Billboard)             | 24               |
| US Hot Rock Songs (Billboard)           | 30               |
| US Mainstream Top 40 (Billboard)        | 1                |
| US Rhythmic (Billboard)                 | 16               |

| Lista (2011)                                 | Helyezés |
| -------------------------------------------- | -------- |
| Ausztrália (ARIA)                            | 49       |
| Ausztria (Ö3 Austria Top 40)                 | 25       |
| Belgium (Ultratop 50 Flanders)               | 3        |
| Belgium (Ultratop 40 Wallonia)               | 8        |
| Dánia (Hitlisten)                            | 14       |
| Németország (Media Control AG)               | 16       |
| Magyarország (Rádiós Top 40                  | 51       |
| Izland (Tónlist)                             | 25       |
| Írország (IRMA)                              | 19       |
| Izrael (Media Forest)                        | 1        |
| Olaszország (FIMI)                           | 12       |
| Hollandia (Dutch Top 40)                     | 4        |
| Hollandia (Mega Single Top 100)              | 8        |
| Új-Zéland (RIANZ)                            | 22       |
| Svédország (Sverigetopplistan)               | 68       |
| Svájc (Schweizer Hitparade)                  | 10       |
| Egyesült Királyság (Official Charts Company) | 29       |

| Lista (2012)                      | Helyezés |
| --------------------------------- | -------- |
| Belgium (Ultratop 50 Flanders)    | 72       |
| Belgium (Ultratop 50 Wallonia)    | 68       |
| Kanada (Canadian Hot 100)         | 12       |
| Magyarország (Rádiós Top 40)      | 76       |
| Olaszország (FIMI)                | 83       |
| Görögország (IFPI)                | 71       |
| Spanyolország (PROMUSICAE)        | 42       |
| US Billboard Hot 100              | 12       |
| US Adult Contemporary (Billboard) | 2        |
| US Adult Top 40 (Billboard)       | 7        |
| US Mainstream Top 40 (Billboard)  | 10       |
| US Hot Rock Songs (Billboard)     | 87       |

| Lista (2013)         | Helyezés |
| -------------------- | -------- |
| Szlovénia (SloTop50) | 50       |

## Minősítések és eladási adatok
| Régió | Minősítés  | Eladott példányszám |
| --- | ---------- | ------------------- |
| Ausztrália (ARIA) | 3× platina | 210 000^            |
| Belgium (BEA) | platina    | 30 000*             |
| Brazília (Pro-Música Brasil) | 2× gyémánt | 500 000‡            |
| Kanada (Music Canada) | gyémánt    | 800 000‡            |
| Dánia (IFPI Denmark) | 2× platina | 180 000‡            |
| Németország (BVMI) | platina    | 300 000^            |
| Olaszország (FIMI) | 3× platina | 90 000*             |
| Mexikó (AMPROFON) | 4× platina | 240 000*            |
| Új-Zéland (RMNZ) | platina    | 15 000*             |
| Norvégia (IFPI Norway) | platina    | 60 000‡             |
| Portugália (AFP) | 2× platina | 40 000‡             |
| South Korea (Gaon Chart) |            | 308 124             |
| Svájc(IFPI Switzerland) | platina    | 30 000^             |
| Egyesült Királyság (BPI) | 4× platina | 2 400 000‡          |
| Egyesült Államok (RIAA) | 4× platina | 5 200 000           |
| Streaming |            |                     |
| Görögország (IFPI Greece) | platina    | 2 000 000†*         |
| * Eladási példányszámok kizárólag a minősítés alapján. ^ Kiszállítási példányszámok kizárólag a minősítés alapján. ‡ Eladási+streaming példányszámok kizárólag a minősítés alapján. † Csak streaming számok kizárólag a minősítés alapján. |            |                     |

## Megjelenési történet
| Régió              | Dátum              | Formátum                     |
| ------------------ | ------------------ | ---------------------------- |
| Ausztria           | 2011. július 4.    | Digitális EP — remixek       |
| Németország        | 2011. július 4.    | Digitális EP — remixek       |
| Olaszország        | 2011. július 4.    | Digitális EP — remixek       |
| Hollandia          | 2011. július 4.    | Digitális EP — remixek       |
| Egyesült Királyság | 2011. július 4.    | Digitális EP — remixek       |
| Egyesült Államok   | 2011. november 21. | AC rádiós megjelenés         |
| Egyesült Államok   | 2011. december 5.  | Triple A rádiós megjelenés   |
| Egyesült Államok   | 2011. december 13. | Mainstream rádiós megjelenés |

## Fordítás
- Ez a szócikk részben vagy egészben  a   Set Fire to the Rain című angol Wikipédia-szócikk fordításán alapul.  Az eredeti cikk szerkesztőit annak laptörténete sorolja fel. Ez a jelzés csupán a megfogalmazás eredetét és a szerzői jogokat jelzi, nem szolgál a cikkben szereplő információk forrásmegjelöléseként.